# عملية كي

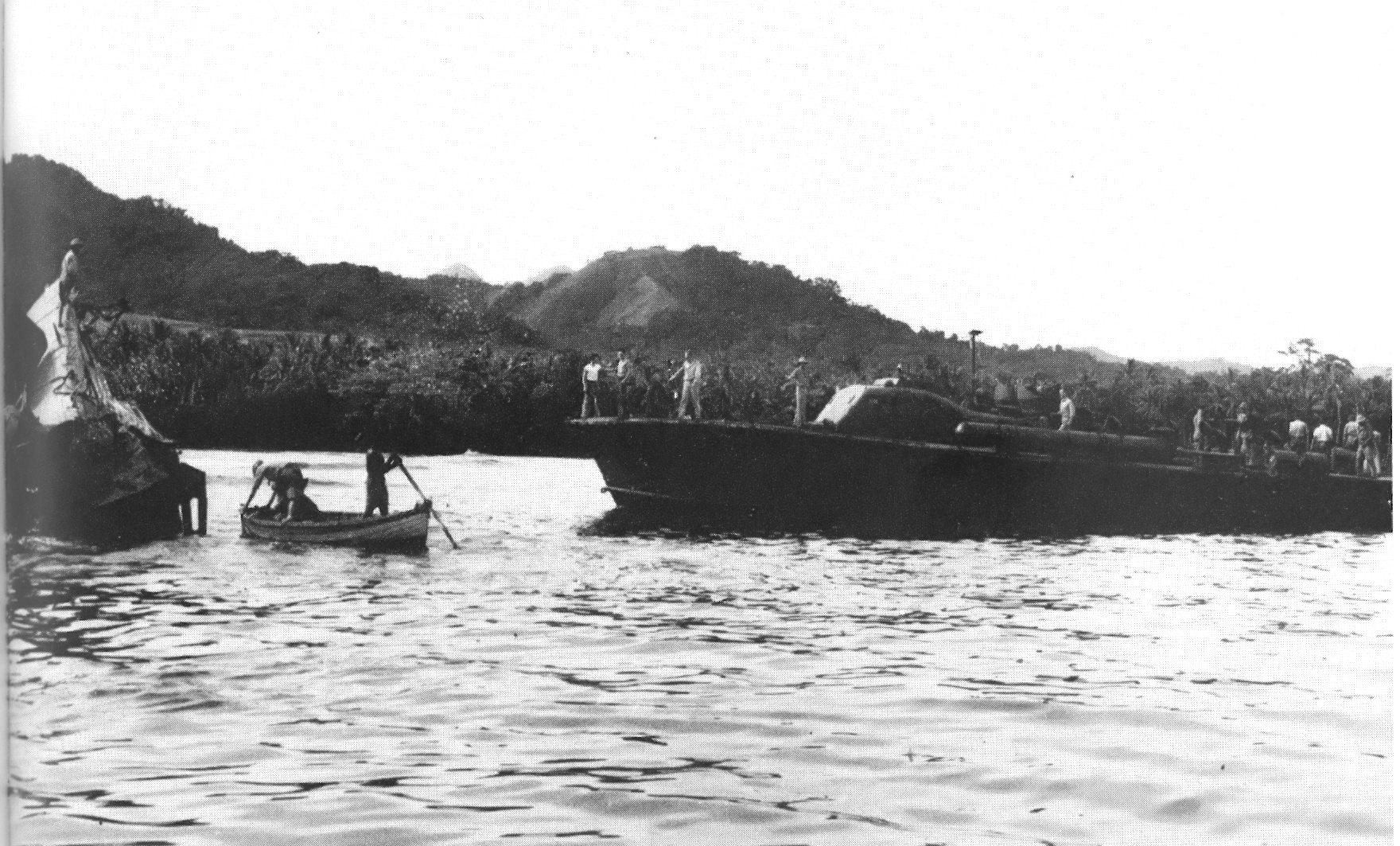
طاقم أحد زوارق الطوربيد الأمريكية يتفحص غواصة يابانية أُغرقت يوم 29 يناير 1943 في كاميمبو بجزيرة جوادالكانال

عملية كي (بالإنجليزية: Operation Ke، وباليابانية: ケ号作戦) هي عملية يابانية استهدفت إجلاء القوات اليابانية من جزيرة جوادالكانال في ختام ما سمي بحملة جوادالكانال. جرت العملية ـ التي حالفها النجاح إلى حد كبير ـ بين يومي 14 يناير و7 فبراير 1943، واشتركت فيها قوات من الجيش والبحرية اليابانيين تحت توجيه القيادة العامة الإمبراطورية اليابانية، وتولى قيادتها عدة قادة من بينهم الأميرال إيسوروكو ياماموتو والجنرال هيتوشي إيمامورا.
قرر اليابانيون الانسحاب من جوادالكانال متخلين عنها للحلفاء لعدة أسباب. كانت كل محاولات الجيش الياباني للاستيلاء على حقل هندرسون (الذي كانت تستخدمه طائرات قوات الحلفاء في جوادالكانال) تبوء بخسائر جسيمة (انظر معركة حقل هنديرسون)، وكانت القوات البرية اليابانية المتمركزة على الجزيرة تواجه خطر الموت بأعداد كبيرة، جوعًا أو بسبب نقص الرعاية الصحية. كما كانت البحرية اليابانية في المنطقة تتكبد أيضًا خسائر جسيمة أثناء محاولاتها تعزيز وإمداد القوات اليابانية الموجودة على الجزيرة. وقد كان لهذه الخسائر (بالإضافة إلى جسامة الإمكانات التي يتوقع أن تحتاجها القوات اليابانية في محاولة إعادة السيطرة على الجزيرة) أثر بالغ على الأمن الاستراتيجي والعمليات الحربية في مناطق أخرى من الإمبراطورية اليابانية. وقد صدق الإمبراطور هيروهيتو على قرار الانسحاب في 31 ديسمبر 1942.
بدأت العملية في 14 يناير بإنزال كتيبة مشاة على جزيرة جوادالكانال لحماية ظهر القوات المنسحبة. وفي نفس الوقت تقريبًا بدأ الجيش الياباني وطيران البحرية اليابانية حملة استهدفت السيطرة على المجال الجوي حول جزر سليمان وغينيا الجديدة. وقد أسفرت هذه الحملة عن إغراق طراد أمريكي في معركة جزيرة رينيل، ثم أغرقت الطائرات اليابانية مدمرة أمريكية بعد يومين قرب جوادالكانال. وقد نُفذتت عملية الانسحاب الفعلية أثناء ليل أيام 1 و4 و7 فبراير بواسطة مدمرات.
لم تقم قوات الحلفاء بمحاولات ذات بال لإعاقة عملية الانسحاب بشكل كبير، باستثناء بعض هجمات الجوية والهجمات بزوارق الطوربيد التي استهدفت المدمرات القائمة بعملية الإجلاء، وكان ذلك لأن قادة الحلفاء اعتقدوا أن هذه العملية هي عملية تعزيز لا إجلاء.
انتهت العملية بإجلاء 10652 يابانيًا من جوادالكانال، ولم تتعد خسائر اليابان في العملية إغراق مدمرة واحدة وإصابة ثلاث. وفي 9 فبراير 1943 أدرك الحلفاء أن اليابانيين قد أخلوا الجزيرة، فأعلنوا جوادالكانال منطقة آمنة، لتنتهي بذلك حملة دامت ستة أشهر للسيطرة على الجزيرة.